# 이범
이범(1969년 1월 13일 ~ )은 대한민국의 교육평론가이자 서울특별시교육감의 정책보좌관 출신으로, 전직 학원강사이다.

## 이력
경기과학고등학교, 서울대학교 자연과학대학 분자생물학과를 나온 후, 동 대학원에서 과학사·과학철학 전공으로 석사학위를 취득한 후 박사 과정을 수료하였다.
386 운동권 출신으로, 석사 과정에 재학하던 시절 학비를 벌기 위해 선배가 운영하던 양재동 학원가에 처음 발을 들여놓으며 사교육 시장에 진입하게 된다. 점차 유명강사가 된 그는 이후 메가스터디의 창립 멤버가 되어 기획이사를 역임하였다. 이른바 과학탐구영역 스타강사로 활동할 무렵 국내 학원인 중 총수입 2위를 기록하였다. 2003년 10월 한국 사회의 사교육과 교육 황폐화에 책임과 환멸을 느끼고 메가스터디를 퇴사 한 뒤 곰스쿨, EBS 등에서 무료 강의를 하면서, 공교육의 정상화와 사회구조적 교육 불균형 해소 등에 힘을 쏟고 있다. 교육평론가로서 활발한 저술 및 강연 활동을 하고 있다.
2008년 국회의원 총선에서 경기도 고양시 덕양갑에 출마한 진보신당의 심상정 후보를 지원하여 공교육을 정상화하는 모델을 만들겠다고 하였으나 낙선하였다. 그러나 다시 2010년 6월 서울특별시 교육감 선거에서 곽노현 후보의 선거 운동을 도왔으며 곽노현 교육감의 당선 이후 서울시 교육청의 정책보좌관으로 발탁되었다. 18대 대선 이후, 새정치민주연합 산하의 민주정책연구원에 합류하여 현재 부원장직을 맡고 있다.
저서로는《이범, 공부에 反하다》, 《이범의 교육특강》《우리교육 100문 100답》 등이 있다. 월간 우리교육, 시사IN, 한겨레 등의 매체에서 칼럼니스트로 활동 중이다.

## 학력
- 경기과학고등학교
- 서울대학교 분자생물학과
- 서울대학교 대학원

## 저서
- 이범, 이남수, 이수광, 신을진, 조기숙, 허아람, 송인수 (2010). 《굿바이 사교육》. 참언론 시사인북. ISBN 9788996268826.
- 노회찬, 신경림, 박중훈, 오한숙희, 이범, 홍세화, 하종강, 진중권 (2009). 《당신은 바보 아니면 도둑》. 해피스토리. ISBN 9788993225235.
- 이범 (2009). 《이범의 교육특강》. 다산에듀. ISBN 9788963700588.
- 이범 (2008). 《수호천사 이야기》. 다산에듀. ISBN 9788993285543.
- 이범 (2008). 《호랑이 통합논술 과학논술. 1: 통합형 과학 논술》. 민음IN. ISBN 9788960170360.
- 이범 (2008). 《호랑이 통합논술 과학논술. 2: 통합형 과학 논술》. 민음IN. ISBN 9788960170377.
- 이범 (2007). 《학원 발가벗기기》. 와이즈멘토. ISBN 9788995857694.
- 이범 (2006). 《이범, 공부에 反하다》. 한스미디어. ISBN 9788959750382.[깨진 링크(과거 내용 찾기)]
- 이범 (2006). 《생물 1(강남구청 인터넷 강의 교재)(2006)》. 대한교과서. ISBN 9788937863301.
- 이범 (2006). 《화학 1(강남구청 인터넷 강의 교재)(2006)》. 대한교과서. ISBN 9788937863295.
- 이범 (2005). 《과학 고1 (이범)(2005)》. 프리에듀넷. ISBN 9788991306127.
- 이범 (2004). 《생물 1 문제집 (강남구청 인터넷강의 교재)》. 사이버랩. ISBN 9788991306004.
- 이범 (2004). 《지구과학 1 문제집 (강남구청 인터넷강의 교재)》. 사이버랩. ISBN 9788991306011.
- 이범 (2004). 《화학 1 문제집 (강남구청 인터넷강의 교재)》. 사이버랩. ISBN 9788995505595.
- 이범 (2004). 《물리 1 문제집 (강남구청 인터넷강의 교재)》. 사이버랩. ISBN 9788995505588.

## 역서
- 래리라우든 (1997). 《포스트모던 과학논쟁(근대성과 근대과학 1)》. 새물결. ISBN 2003162000381 |isbn= 값 확인 필요: invalid prefix (도움말).